# Hisonotus leucofrenatus
Hisonotus leucofrenatus är en fiskart som först beskrevs av Miranda Ribeiro, 1908.  Hisonotus leucofrenatus ingår i släktet Hisonotus och familjen Loricariidae. Inga underarter finns listade i Catalogue of Life.